# Dieumerci Mbokani
Dieudonné Mbokani Bezua, plus connu sous le nom de Dieumerci Mbokani, né le 22 novembre 1985 à Kinshasa au Zaïre (aujourd'hui république démocratique du Congo), est un ancien footballeur international congolais qui évoluait au poste d'avant-centre.

## Vie personnelle
Mbokani est né à Kinshasa, en République démocratique du Congo, alors appelée Zaïre. Le prénom "Dieumerci" signifie "Merci Dieu" en français.
En août 2011, son fils David Mbokani, âgé de cinq mois, est décédé d’un arrêt cardiaque pendant son sommeil.

## Club

### Enfance et débuts
Avant-dernier d'une famille de sept enfants (2 sœurs et 5 frères), il doit son prénom au fait que sa mère a attendu 8 ans pour l'avoir après la naissance de son frère ainé.
C'est au TP Mazembe que Dieumerci Mbokani prend toute son ampleur. En effet, dès sa 1re saison, il fait déjà partie des cadres de cette équipe. Peu après, il fait partie du noyau de l'équipe nationale de la République démocratique du Congo lors de la campagne de préparation de la CAN Égyptienne jusqu'au match contre la Tunisie. Il ne sera, malheureusement, pas retenu parmi les 23 pour cette compétition. Mbokani reste, pendant ce temps, un finisseur incomparable qui rendra encore d'énormes services au TP Mazembe.
Lors du mercato estival de la saison 2006-2007, il prend la direction de l'Europe, à Anderlecht en prêt. Le club ne lui laisse que peu de chance de s'exprimer car Franky Vercauteren préfère faire jouer Nicolás Frutos et Mohammed Tchité. En fin de championnat, il joue un peu plus en raison de la méforme de Mbo Mpenza et de la blessure de Mémé Tchite.

### Standard de Liège
En juin 2007, il rejoint le Standard de Liège et portera le numéro 9 (le numéro du buteur). Pour sa première saison pleine, il inscrit 15 buts et forma un duo complémentaire et efficace avec le serbe Milan Jovanović (31 buts à eux deux en 2007/08). Il devient champion de Belgique et fait l'unanimité grâce à son style percutant et son timing aérien.
La saison suivante, il continue à inscrire des buts importants, notamment contre Everton lors du 1er tour de Coupe UEFA (2-2), ou face au FC Séville (1-0). En championnat, Mbokani inscrit 4 doublés (contre Dender, Westerlo, Germinal Beerschot et le Cercle Bruges), marque 16 buts, termine deuxième meilleur buteur (derrière Joseph Akpala) et sixième au classement du soulier d'or 2008. En fin de saison 2008-09, Stuttgart propose 15 millions d'euros au club de Liège. Le joueur désire répondre positivement à cette offre mais le club veut conserver son buteur. Il avoue avoir "accusé le coup. Je n'étais pas bien dans ma tête".
Lors du championnat 2009-2010, il commence bien la saison en marquant trois buts en huit matchs mais ensuite, il a un terrible passage à vide mais reste soutenu par László Bölöni et finira la saison avec 4 petits buts au compteur, indigne de ses saisons précédentes.

### AS Monaco
Repéré par Stéphane Pauwels, ex-recruteur belge de l'AS Monaco, le 6 août 2010, il s'engage pour quatre saisons avec le club de la principauté. Le transfert est évalué à 7 millions d'euros et il portera le numéro 9. Alors qu'il était courtisé par Bordeaux, Hambourg et Liverpool FC, il dit vouloir continuer son évolution footballistique sans bruler les étapes. Pour ses débuts sous les couleurs monégasques face à l'AJ Auxerre (victoire 2-0), il est convaincant et offre une passe décisive à Aubameyang. Il inscrit son premier but le 25 septembre 2010 contre le FC Lorient (défaite 1-2)
Mais très vite, Dieumerci Mbokani se sent moins à l'aise, ne marque plus et est délaissé par son entraineur. Ce dernier l'avertit par SMS qu'il n'est pas le bienvenu au stage hivernal du club à Sainte-Maxime et qu'il doit rester à Monaco pour s'entrainer avec la CFA. Dieumerci Mbokani veut quitter le club.

#### Wolfsburg (prêt)
Le 26 janvier 2011, Mbokani est prêté pour six mois avec option d'achat au VfL Wolfsburg. Mais il continue de faire des prestations plus que moyennes et prend mouche avec son entraineur qui le vire de l'entrainement pour le reste de la saison. Il fait donc son retour à Monaco en fin de saison. Le 9 août 2011, Mbokani signe un contrat de 3 ans au Sporting d'Anderlecht, qui le rachète à l'AS Monaco pour la somme de 3 millions d'euros.

### Anderlecht

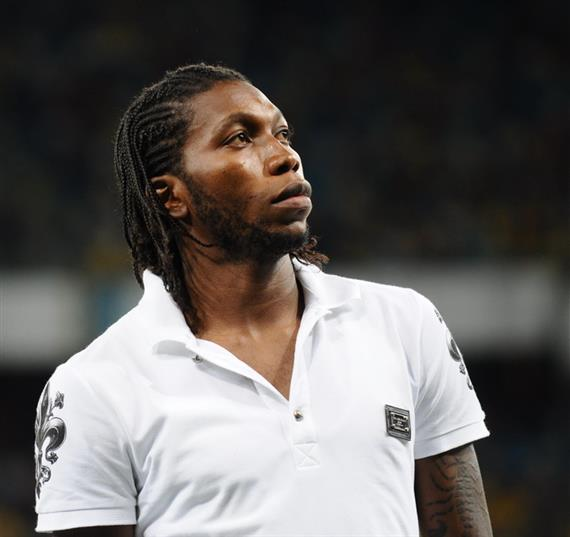
Mbokani en 2013

Mbokani revient donc dans le pays dans lequel il a connu ses plus grandes heures de gloire. À Anderlecht, il reforme le fameux duo complémentaire et efficace qu'il formait avec le serbe Milan Jovanović (31 buts à eux deux en 2007/08) lors de la période victorieuse du Standard de Liège. Ceci pour pallier le départ de l'attaquant vedette du sporting, Romelu Lukaku, parti pour Chelsea en Angleterre.
À la suite du décès prématuré de son fils David et à une blessure, il ne commence pas tout de suite avec Anderlecht. Il se dit également être très touché par les nombreux messages de soutien qu'il a reçu sur le site officiel du club, venant de la part des supporters.
Lors de son retour, à l'occasion d'un match de Ligue Europa face au Lokomotiv Moscou, il marque un but après être monté au jeu. Il dédiera ce but à son fils, levant les bras au ciel. Toujours quelque peu gêné par les blessures, il retrouve peu à peu son sens du but. Son premier match référence de l'année est celui qui réalise face à son ancien club, le Standard de Liège. Après un premier but injustement refusé, il marque le troisième des cinq buts mauves de la soirée, d'un lob superbement négocié. Il est enfin lancé et fait pleuvoir les buts lorsqu'il joue... au Parc Astrid. Le Club de Bruges est rapidement secoué par un but rapide du Congolais.
Le Racing Genk, champion en titre, en prend deux de sa part, tout comme le Cercle de Bruges.
Lors de son retour à Sclessin, il a crucifié son ancien club dans les dernières minutes.
Le 23 janvier 2013, il remporte avec un total de 401 points son premier Soulier d'or pour son excellente année 2012 au RSC Anderlecht. Son premier poursuivant, Jelle Vossen, n'obtiendra que 178 points.

### Dynamo Kiev

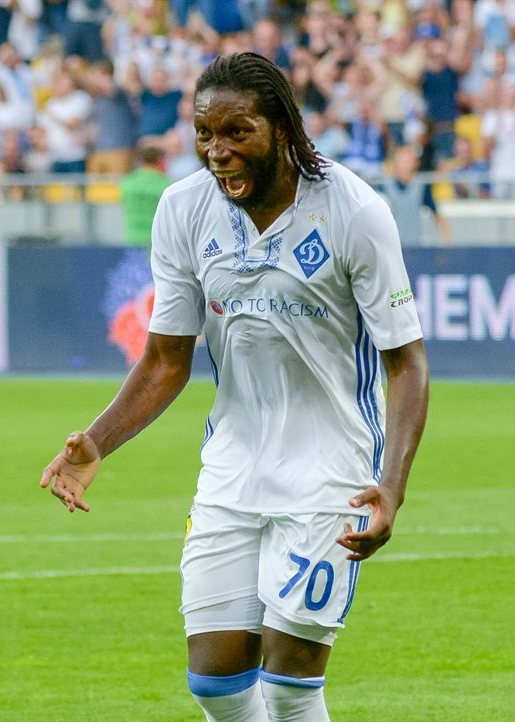
Mbokani célèbrant un but avec le Dynamo Kiev en 2017

Le 21 juin 2013, il signe au Dynamo Kiev. Il marque son premier but sous le maillot du club ukrainien le 14 juillet lors d'un match nul 1-1 face au Volyn Lutsk.

### Norwich City
Le Congolais prêté par le Dynamo Kiev à Norwich a inscrit son premier but en Premiere League face à Leiceste
Après une bonne saison à Norwich City (29 matchs et 7 buts) malgré la relégation de Norwich, Mbokani est de nouveau prêté à Hull City Football Club.

### Antwerp
À la fin d'août 2018, il revient participer au championnat de Belgique en signant un contrat au Royal Antwerp Football Club où il côtoie d'anciens du Standard de Liège comme le dirigeant Lucien D'Onofrio, l'entraineur László Bölöni et les joueurs Sinan Bolat, Jelle Van Damme, Dino Arslanagić et Daniel Opare. Il termine deuxième au classement du soulier d'or 2019, quelques points derrière Hans Vanaken. Le 1 août 2020, il remporte avec le club la Coupe de Belgique.

### Koweït SC
Le 13 juillet 2021, il signe en faveur du Koweït SC, dans le championnat koweïtien. Le mardi 21 décembre 2021, en coupe du Koweit, il marque le seul but de la rencontre, offrant ainsi le trophée à son équipe.
Le 29 Juillet 2022, après seulement une saison, Dieumerci Mbokani se sépare de Kuwait SC alors que son contrat courait jusqu’en 2023.

### SK Beveren
A 36 ans, Dieumerci Mbokani fait son retour en Belgique en signant le 27 septembre 2022, un contrat de 2 ans avec le club belge SK Beveren. Lors de son premier match avec Beveren, il inscrit le but de la victoire.

## Carrière internationale
Après de bonnes performances en club il est sélectionné en 2004 pour les éliminatoires de la Coupe d'Afrique des Nations 2006. Mais malheureusement pour lui il n'est pas dans le groupe qui participe à la CAN. Il devient en 2007 un cadre important de l'équipe. Il marque son premier but lors d'un match amical contre le Mexique..
Alors qu'il est titulaire indiscutable en sélection, il refuse la sélection lors d'un match amical contre l'Égypte, le 11 août 2010, tout comme huit autres joueurs, dénonçant tous le manque d'organisation de la fédération. Le nouveau sélectionneur, Robert Nouzaret, demande alors sa suspension en club pour un match. Il revient tout de même contre le Sénégal le 5 septembre 2010. Il n'est pas convoqué contre le Cameroun le 1er octobre 2010 pour problèmes disciplinaires. Il refuse de revenir en sélection tant que Nouzaret sera en poste. Cependant, il s'excuse auprès de son entraîneur qui lui accorde une seconde chance et il est reconvoqué pour le 27 mars 2011 contre l'Ile Maurice. Mais chose incroyable, il récidive la veille de ce match avec ses compatriotes Cédric Mongongu et Larrys Mabiala en s'énervant car il n'était pas titulaire pour ce match. Nouzaret annonce que tant qu'il sera sélectionneur, Mbokani sera définitivement exclu de la sélection, Mabiala suspendu et Mongongu gracié. À l'issue de cette affaire, Mbokani prend la parole et annonce que Nouzaret a menti en disant qu'il avait jeté le maillot national par terre. « Nouzaret a annoncé que j'avais jeté le maillot de l'équipe nationale par terre, mais c'est faux ! J'adore mon pays et jamais je ne me permettrai de faire une chose pareille. Si un nouveau sélectionneur arrive et qu’il veut me sélectionner, je dirai direct oui ! » se défendit-il. Mais après la démission de Nouzaret, le nouveau sélectionneur de la RDC Claude Le Roy déclare Mbokani comme à nouveau sélectionnable pour son pays.
Sélectionné par Florent Ibenge pour la Coupe d'Afrique des Nations 2015, il inscrit un doublé contre la République du Congo en quart de finale. Le match se termine sur le résultat de 4-2 en faveur de la République démocratique du Congo. Lors du match suivant, opposant la RD Congo à la Côte d'Ivoire, il égalise sur penalty ramenant les deux équipes à 1 partout, mais la sélection congolaise s'incline (1-3). Il obtient avec l'équipe nationale de la RD Congo la troisième place de la CAN 2015 à la suite de la victoire (4-2) aux tirs au but face à la Guinée équatoriale. Il fait partie des meilleurs buteurs de la compétition grâce à ses trois buts.
Le 22 mars 2016 il est présent à l'aéroport de Zaventem lors des attentats de Bruxelles. Néanmoins il sort parfaitement indemne de l'attaque, mais sous le choc il ne rejoint finalement pas la sélection pour le match des éliminatoires de la CAN 2017 contre l'Angola. Le président de la Fédération Congolaise de football Association Constant Omari souhaite alors sanctionner le joueur pour cette absence. Cette menace de sanction le révolte et il décide alors de mettre un terme à sa carrière internationale.
Dieumerci Mbokani est revenu sur sa décision de quitter la sélection. Il est présent à la CAN 2017 qui se déroule au Gabon. Les Léopards sont éliminés de la compétition en quarts de finale à la suite d'une défaite 2-1 face au Ghana.
En janvier 2019 il annonce qu'il veut revenir en sélection. En mars 2019 il est sélectionné pour le match décisif contre le Libéria mais s'est blessé quelques jours avant le match à la suite d'une lésion du ménisque. Il n'est finalement pas retenu par Florent Ibenge pour disputer la Coupe d'Afrique des nations en Égypte.
Il fait son grand retour en septembre 2021, pour disputer les qualifications pour la coupe du monde 2022, où il inscrit 4 but en 6 matchs dans un groupe composé du Bénin, de la Tanzanie et du Madagascar.

## Palmarès

### En équipe
- TP Mazembe
  - Championnat de RD Congo
    - Champion : 2006.
- RSC Anderlecht
  - Championnat de Belgique
    - Champion (3) : 2007, 2012 et 2013.

  - Supercoupe de Belgique
    - Vainqueur : 2012.
- Standard de Liège
  - Championnat de Belgique
    - Champion (2) : 2008 et 2009.

  - Supercoupe de Belgique
    - Vainqueur : 2009.
- Dynamo Kiev
  - Coupe d'Ukraine
    - Vainqueur : 2014

  - Championnat d'Ukraine
    - Champion (1) : 2015
- Royal Antwerp FC
  - Coupe de Belgique
    - Vainqueur : 2020.

### En sélection nationale
- Troisième de la Coupe d'Afrique des nations 2015 avec l'équipe nationale de la République démocratique du Congo

## Distinctions individuelles
- En 2012 : Vainqueur du Soulier d'or belge avec le RSC Anderlecht.
- En 2012 : Vainqueur du Soulier d'ébène belge avec le RSC Anderlecht.
- En 2019 : Soulier d'or de La Tribune
- En 2020 : Meilleur buteur du Championnat de Belgique de football avec 18 buts.

## Statistiques
| Saison                | Club                  | Championnat           | Championnat | Championnat | Coupe nationale | Coupe nationale | Coupe de la Ligue | Coupe de la Ligue | Supercoupe | Supercoupe | Compétition(s) continentale(s) | Compétition(s) continentale(s) | Compétition(s) continentale(s) | Play-Off | Play-Off | RD Congo | RD Congo | Total | Total |
| Saison                | Club                  | Division              | M.          | B.          | M.              | B.              | M.                | B.                | M.         | B.         | Comp.                          | M.                             | B.                             | M.       | B.       | M.       | B.       | M.    | B.    |
| 2004                  | Bel'Or FC             | 2                     | 27          | 21          | -               | -               | -                 | -                 | -          | -          | -                              | -                              | -                              | -        | -        | -        | -        | 27    | 21    |
| 2005                  | TP Mazembe            | 1                     | 40          | 40          | -               | -               | -                 | -                 | -          | -          | -                              | -                              | -                              | -        | -        | 2        | 1        | 42    | 41    |
| 2006                  | TP Mazembe            | 1                     | 32          | 27          | -               | -               | -                 | -                 | -          | -          | -                              | -                              | -                              | -        | -        | 1        | 1        | 33    | 28    |
| Sous-total            | Sous-total            | Sous-total            | 99          | 88          | -               | -               | -                 | -                 | -          | -          | -                              | -                              | -                              | -        | -        | 3        | 2        | 102   | 90    |
| 2006-2007             | RSC Anderlecht        | JPL                   | 9           | 4           | 1               | 1               | -                 | -                 | -          | -          | -                              | -                              | -                              | -        | -        | -        | -        | 10    | 5     |
| Sous-total            | Sous-total            | Sous-total            | 9           | 4           | 1               | 1               | -                 | -                 | -          | -          | -                              | -                              | -                              | -        | -        | -        | -        | 10    | 5     |
| 2007-2008             | Standard de Liège     | JPL                   | 32          | 15          | 5               | 3               | -                 | -                 | -          | -          | C3                             | 3                              | 1                              | -        | -        | 5        | 4        | 45    | 23    |
| 2008-2009             | Standard de Liège     | JPL                   | 29          | 16          | 1               | 1               | -                 | -                 | -          | -          | C1+C3                          | 2+8                            | 0+3                            | 2        | 1        | 3        | 0        | 45    | 21    |
| 2009-2010             | Standard de Liège     | JPL                   | 20          | 4           | 1               | 0               | -                 | -                 | 1          | 0          | C1+C3                          | 6+6                            | 1+2                            | 4        | 3        | 2        | 0        | 40    | 10    |
| Sous-total            | Sous-total            | Sous-total            | 81          | 35          | 7               | 4               | -                 | -                 | 1          | 0          | -                              | 25                             | 7                              | 6        | 4        | 10       | 4        | 130   | 54    |
| 2010-2011             | AS Monaco FC          | Ligue 1               | 10          | 1           | -               | -               | 1                 | 0                 | -          | -          | -                              | -                              | -                              | -        | -        | 1        | 0        | 12    | 1     |
| 2010-2011             | VfL Wolfsburg         | Bundesliga            | 7           | 0           | -               | -               | -                 | -                 | -          | -          | -                              | -                              | -                              | -        | -        | -        | -        | 7     | 0     |
| Sous-total            | Sous-total            | Sous-total            | 17          | 1           | -               | -               | 1                 | 0                 | -          | -          | -                              | -                              | -                              | -        | -        | 1        | 0        | 19    | 1     |
| 2011-2012             | RSC Anderlecht        | JPL                   | 26          | 15          | -               | -               | -                 | -                 | -          | -          | C3                             | 5                              | 1                              | -        | -        | 2        | 2        | 33    | 18    |
| 2012-2013             | RSC Anderlecht        | JPL                   | 27          | 19          | 2               | 1               | -                 | -                 | 1          | 1          | C1                             | 8                              | 6                              | -        | -        | 7        | 4        | 45    | 31    |
| Sous-total            | Sous-total            | Sous-total            | 53          | 34          | 2               | 1               | -                 | -                 | 1          | 1          | -                              | 13                             | 7                              | -        | -        | 9        | 6        | 78    | 49    |
| 2013-2014             | Dynamo Kiev           | Premier-Liga          | 25          | 13          | 2               | 1               | -                 | -                 | -          | -          | C3                             | 6                              | 2                              | -        | -        | -        | -        | 33    | 16    |
| 2014-2015             | Dynamo Kiev           | Premier-Liga          | 8           | 3           | 1               | 0               | -                 | -                 | 1          | 0          | C3                             | 3                              | 0                              | -        | -        | -        | -        | 13    | 3     |
| 2017-2018             | Dynamo Kiev           | Premier-Liga          | 21          | 9           | 2               | 0               | -                 | -                 | 1          | 0          | C1+C3                          | 2+5                            | 1+2                            | -        | -        | -        | -        | 31    | 12    |
| Sous-total            | Sous-total            | Sous-total            | 54          | 25          | 5               | 1               | -                 | -                 | 2          | 0          | -                              | 16                             | 5                              | -        | -        | -        | -        | 77    | 31    |
| 2015-2016             | Norwich City (prêt)   | Premier League        | 29          | 7           | -               | -               | 1                 | 0                 | -          | -          | -                              | -                              | -                              | -        | -        | -        | -        | 30    | 7     |
| 2016-2017             | Hull City (prêt)      | Premier League        | 12          | 0           | -               | -               | 2                 | 0                 | -          | -          | -                              | -                              | -                              | -        | -        | -        | -        | 14    | 0     |
| Sous-total            | Sous-total            | Sous-total            | 41          | 7           | -               | -               | 3                 | 0                 | -          | -          | -                              | -                              | -                              | -        | -        | -        | -        | 44    | 7     |
| Total sur la carrière | Total sur la carrière | Total sur la carrière | 354         | 194         | 15              | 7               | 4                 | 0                 | 4          | 1          | -                              | 54                             | 19                             | 6        | 4        | 23       | 12       | 460   | 237   |

Où est la suite !!!????????
Cherche mieux

## Buts internationaux
| Buts internationaux de Dieumerci Mbokani | Buts internationaux de Dieumerci Mbokani | Buts internationaux de Dieumerci Mbokani                         | Buts internationaux de Dieumerci Mbokani | Buts internationaux de Dieumerci Mbokani | Buts internationaux de Dieumerci Mbokani | Buts internationaux de Dieumerci Mbokani                           | Buts internationaux de Dieumerci Mbokani |
|                                          | Date                                     | Lieu                                                             | Adversaire                               | Score                                    | Résultat                                 | Compétition                                                        |                                          |
| ---------------------------------------- | ---------------------------------------- | ---------------------------------------------------------------- | ---------------------------------------- | ---------------------------------------- | ---------------------------------------- | ------------------------------------------------------------------ | ---------------------------------------- |
| 1.                                       | 16 novembre 2005                         | Stade Municipal, Senlis, France                                  | Libye                                    | -                                        | 1-2                                      | Match amical                                                       |                                          |
| 2.                                       | 12 mai 2006                              | Stade Azteca, Mexico, Mexique                                    | Mexique                                  | 2-1                                      | 1-2                                      | Match amical                                                       |                                          |
| 3.                                       | 26 mars 2008                             | Stade Maurice-Bacquet, Goussainville, France                     | Algérie                                  | 0-1                                      | 1-1                                      | Match amical,                                                      |                                          |
| 4.                                       | 13 juin 2008                             | Stade national El Hadj Hassan Gouled Aptidon, Djibouti, Djibouti | Djibouti                                 | 0-1                                      | 0-6                                      | Qualifications Coupe du monde 2010                                 |                                          |
| 5.                                       | 13 juin 2008                             | Stade national El Hadj Hassan Gouled Aptidon, Djibouti, Djibouti | Djibouti                                 | 0-4                                      | 0-6                                      | Qualifications Coupe du monde 2010                                 |                                          |
| 6.                                       | 22 juin 2008                             | Stade des Martyrs, Kinshasa, RD Congo                            | Djibouti                                 | 5-0                                      | 5-1                                      | Qualifications Coupe du monde 2010                                 |                                          |
| 7.                                       | 10 juin 2012                             | Stade des Martyrs, Kinshasa, RD Congo                            | Togo                                     | 2-0                                      | 2-0                                      | Qualifications Coupe du monde 2014                                 |                                          |
| 8.                                       | 17 juin 2012                             | Stade des Martyrs, Kinshasa, RD Congo                            | Seychelles                               | 1-0                                      | 3-0                                      | Qualifications CAN 2013                                            |                                          |
| 9.                                       | 9 septembre 2012                         | Stade des Martyrs, Kinshasa, RD Congo                            | Guinée équatoriale                       | 1'-0                                     | 4-0                                      | Qualifications CAN 2013                                            |                                          |
| 10.                                      | 9 septembre 2012                         | Stade des Martyrs, Kinshasa, RD Congo                            | Guinée équatoriale                       | 4'-0                                     | 4-0                                      | Qualifications CAN 2013                                            |                                          |
| 11.                                      | 20 janvier 2013                          | Nelson Mandela Bay Stadium, Port Elizabeth, Afrique du Sud       | Ghana                                    | 2-2                                      | 2-2                                      | CAN 2013                                                           |                                          |
| 12.                                      | 28 janvier 2013                          | Stade Moses-Mabhida, Durban, Afrique du Sud                      | Mali                                     | 1-0                                      | 1-1                                      | CAN 2013                                                           |                                          |
| 13.                                      | 31 janvier 2015                          | Estadio de Bata, Bata, Guinée équatoriale                        | Congo                                    | 2-1                                      | 2-4                                      | CAN 2015                                                           |                                          |
| 14.                                      | 31 janvier 2015                          | Estadio de Bata, Bata, Guinée équatoriale                        | Congo                                    | 2-2                                      | 2-4                                      | CAN 2015                                                           |                                          |
| 15.                                      | 18 octobre 2015                          | Stade de la Cité de l'Oie, Visé, Belgique                        | Nigeria                                  | 1–0                                      | 2-0                                      | Match amical                                                       |                                          |
| 16.                                      | 8 octobre 2016                           | Stade des Martyrs, Kinshasa, RD Congo                            | Libye                                    | 1–0                                      | 4-0                                      | Éliminatoires de la Coupe du monde de football 2018 : zone Afrique |                                          |
| 17.                                      | 8 octobre 2016                           | Stade des Martyrs, Kinshasa, RD Congo                            | Libye                                    | 3–0                                      | 4-0                                      | Éliminatoires de la Coupe du monde de football 2018 : zone Afrique |                                          |